# Kolondiéba
Kolondiéba är en kretshuvudort i Mali.   Den ligger i regionen Sikasso, i den sydvästra delen av landet, 210 km sydost om huvudstaden Bamako. Kolondiéba ligger 332 meter över havet och antalet invånare är 10 041.
Terrängen runt Kolondiéba är platt. Runt Kolondiéba är det ganska glesbefolkat, med 34 invånare per kvadratkilometer. Det finns inga andra samhällen i närheten. Omgivningarna runt Kolondiéba är en mosaik av jordbruksmark och naturlig växtlighet.